# Riverside (Teksas)
Riverside – miasto w Stanach Zjednoczonych, w stanie Teksas, w hrabstwie Walker.